# Silvia Colloca
Silvia Colloca, née le 23 juillet 1977 à Milan, est une actrice italienne.

## Biographie
Elle incarne Verona, une des épouses de Dracula, dans le film Van Helsing.
Elle est l'épouse de l'acteur Richard Roxburgh qu'elle rencontre sur le tournage de Van Helsing. 

## Filmographie

### Cinéma
- 2004 : Van Helsing : Verona
- 2006 : The Detonator : Nadia Cominski
- 2008 : Medieval Pie : Territoires vierges (Virgin Territory) : Sœur Lisabetta
- 2009 : Lesbian Vampire Killers : Carmilla
- 2012 : L'Apocalisse delle scimmie : Tossica
- 2013 : Nerve (en) : Elena
- 2013 : La Finca (Court-métrage) : La femme
- 2024 : Sting : Maria

### Télévision
- 2003 : L'avvocato (série télévisée) : Tania
- 2009 : Packed to the Rafters (série télévisée) : Verna
- 2010 : Cops LAC (série télévisée) : Gabriella Harrison
- 2010 : Rake (série télévisée) : Sonia Dana